# Anathallis tigridens
Anathallis tigridens är en orkidéart som först beskrevs av Johan Albert o Constantin Loefgren, och fick sitt nu gällande namn av Carlyle August Luer och Antonio Luiz Vieira Toscano. Anathallis tigridens ingår i släktet Anathallis och familjen orkidéer. Inga underarter finns listade i Catalogue of Life.